# Lutjanus novemfasciatus
Lutjanus novemfasciatus és una espècie de peix de la família dels lutjànids i de l'ordre dels perciformes.

## Morfologia
- Els mascles poden assolir 170 cm de longitud total.[4][5]

## Alimentació
Menja invertebrats grossos (com ara, crancs i gambes) i peixos.

## Hàbitat
És un peix de clima tropical i associat als esculls de corall que viu fins als 60 m de fondària.

## Distribució geogràfica
Es troba des del nord de Mèxic fins al nord del Perú.

## Ús comercial
Es comercialitza fresc o congelat.